# Тодд Філд
Вільям Тодд Філд (англ. Todd Field, нар. 24 лютого 1964) — американський актор і режисер. Відомий як режисер трьох повнометражних фільмів: «У спальні» (2001), «Як малі діти» (2006) і «Тар» (2022). Філд отримав шість номінацій на премію «Оскар», за свої фільми, дві за найкращу картину, дві за найкращий адаптований сценарій, одну за найкращу режисуру та одну за найкращий оригінальний сценарій.

## Раннє життя
Філд народився в Помоні, штат Каліфорнія, де його сім'я керувала птахофабрикою. Коли Філду виповнилося два роки, його сім'я переїхала до Портленду, штат Орегон, де його батько пішов працювати продавцем, а мати стала шкільним бібліотекарем. У ранньому дитинстві він захопився музикою.
У дитинстві в Портленді Філд був бейсбоєм у Portland Mavericks, єдиній незалежній бейсбольній команді нижчої ліги, що належить голлівудському акторові Бінгу Расселу. Курт Рассел, син Бінга, а пізніше і сам актор, також грав за «Портленд Маверікс» у той час. Тренер з пітчингу «Філд» і «Маверікс» Роб Нельсон створив першу партію жувальних резинок Big League Chew на кухні сім'ї Філдів. У 1980 році Нельсон і колишня зірка "Нью-Йорк Янкіз " Джим Бутон продали ідею компанії Wrigley. З того часу в усьому світі було продано понад 800 мільйонів пачок.

## Освіта
Початківець джазовий музикант, у віці шістнадцяти років Філд став учасником біг-бенду громадського коледжу Маунт-Худ у Грешамі, штат Орегон. Очолюваний Ларрі МакВеєм, гурт став випробувальним полігоном і регулярною зупинкою для Стена Кентона та Мела Торме, коли вони шукали нових гравців. Саме тут Філд грав на тромбоні разом зі своїм другом, трубачем і майбутнім лауреатом премії «Греммі» Крісом Ботті. У той самий час він також працював непрофспілковим кіномеханіком у кінотеатрі. Філд закінчив зі своїм класом Centennial High School на східній стороні Портленда і недовго навчався в Державному коледжі Південного Орегону (нині Університет Південного Орегону) в Ешленді на музичну стипендію, але залишив його після першого курсу, переїхавши до Нью-Йорка, щоб вивчати акторську майстерність у Роберта X. Модіка у своїй відомій студії Карнегі Хол. Незабаром після цього Філд почав виступати з Ark Theatre Company і як актор, і як музикант. Він отримав ступінь магістра образотворчого мистецтва в Консерваторії AFI.